# Cantonul Tonnerre
Cantonul Tonnerre este un canton din arondismentul Avallon, departamentul Yonne, regiunea Burgundia, Franța.

## Comune
- Béru
- Cheney
- Collan
- Dannemoine
- Épineuil
- Fleys
- Junay
- Molosmes
- Serrigny
- Tissey
- Tonnerre (reședință)
- Vézannes
- Vézinnes
- Viviers
- Yrouerre